# NGC 3605
NGC 3605 é uma galáxia elíptica (E4) localizada na direcção da constelação de Leo. Possui uma declinação de +18° 01' 03" e uma ascensão recta de 11 horas, 16 minutos e 46,6 segundos.
A galáxia NGC 3605 foi descoberta em 14 de Março de 1784 por William Herschel.